# جرقه

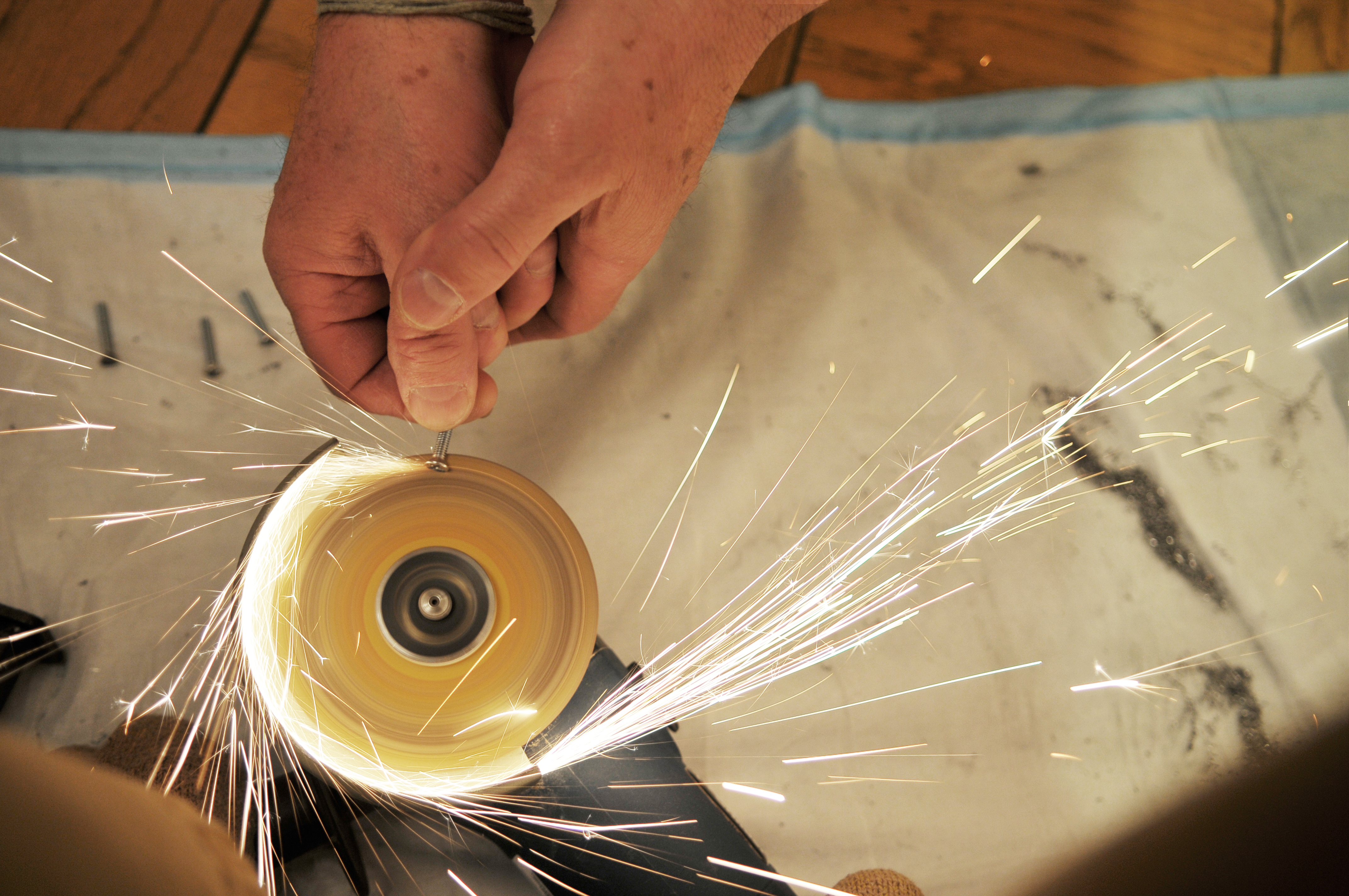
جرقه‌های ناشی از دستگاه سنگ‌زنی

یک جرقه یک ذره فروزنده است. جرقه ممکن است توسط دستگاه‌های آتش کاری، فلزکاری یا به عنوان یک محصول جانبی از آتش‌سوزی، به ویژه هنگام سوزاندن چوب تولید می‌شود.

## فلزکاری
جرقه‌های فلز ذوب شده می‌توانند در هنگامی که فلز گرما داده می‌شود ایجاد شود. فرایندهایی چون جوشکاری با قوس الکتریکی، فرایند بسمر از جمله این فرایندها هستند.